# Mauro Sartori
Mauro Sartori (* 9. Februar 1970 in Conegliano) ist ein ehemaliger italienischer Basketballspieler.

## Laufbahn
Sartori war italienischer Jugendnationalspieler. 1987 war er während der Kadetteneuropameisterschaft in Ungarn mit 15 Punkten je Begegnung zweitbester Korbschütze der Auswahl, die im Endspiel der jugoslawischen Mannschaft um Arijan Komazec unterlag. Sartori erzielte bei der 77:83-Endspielniederlage 26 Punkte.
Ihm gelang 1990 mit Pallacanestro Trieste der Aufstieg in die erste italienische Liga, dort trat der 2,04 Meter große Flügelspieler mit der Mannschaft bis 1992 an. Es folgten Verträge bei Zweitligisten (1992/93 bei Aurora Desio, 1993 bis 1996 bei Mens Sana Siena), ehe er im November 1996 zum SV Oberelchingen in die deutsche Basketball-Bundesliga wechselte. In der Bundesliga-Saison 1996/97 war der Italiener mit 16,4 Punkten je Begegnung zweitbester Oberelchinger Korbschütze hinter Harald Stein, kam mit der von Stefan Koch betreuten Mannschaft in der Bundesliga-Hauptrunde auf den fünften Rang und schied im Viertelfinale dann gegen den amtierenden deutschen Meister Leverkusen aus. Im europäischen Vereinswettbewerb Korać-Cup zog er mit den „Elchen“ als Tabellenerster der Vorrundengruppe ins Sechzehntelfinale ein, schied dort aber gegen den kroatischen Vertreter KK Zrinjevac Zagreb aus, obwohl Sartori in Hin- und Rückspiel 27 beziehungsweise 14 Punkte erzielte. Im Spieljahr 1997/98 wurde der Italiener mit Oberelchingen in der Bundesliga Zwölfter, im Korać-Cup kam man nicht über die Gruppenphase hinaus. 1998/99 erreichte man in der Bundesliga abermals das Viertelfinale. Oberelchingen zog sich anschließend aus der höchsten deutschen Spielklasse zurück, Sartori ging in sein Heimatland zurück.
1999/2000 spielte er beim Zweitligisten Pallacanestro Udine, in der Saison 2000/01 beim Erstligaverein Scaligera Verona, 2001/02 wieder in Udine und 2002/03 bei Euro Roseto. In den folgenden Jahren stand Sartori in Diensten von Bipop Carire Reggio Emilia (2003/04), Sebastiani Rieti (2004/05), Navigo.it Teramo (2005/06) und Umana Venezia (2006 bis 2008).
Nach der Spielerlaufbahn wurde er Manager des Erstligisten Umana Reyer Venedig.